# Дражня (Минск)

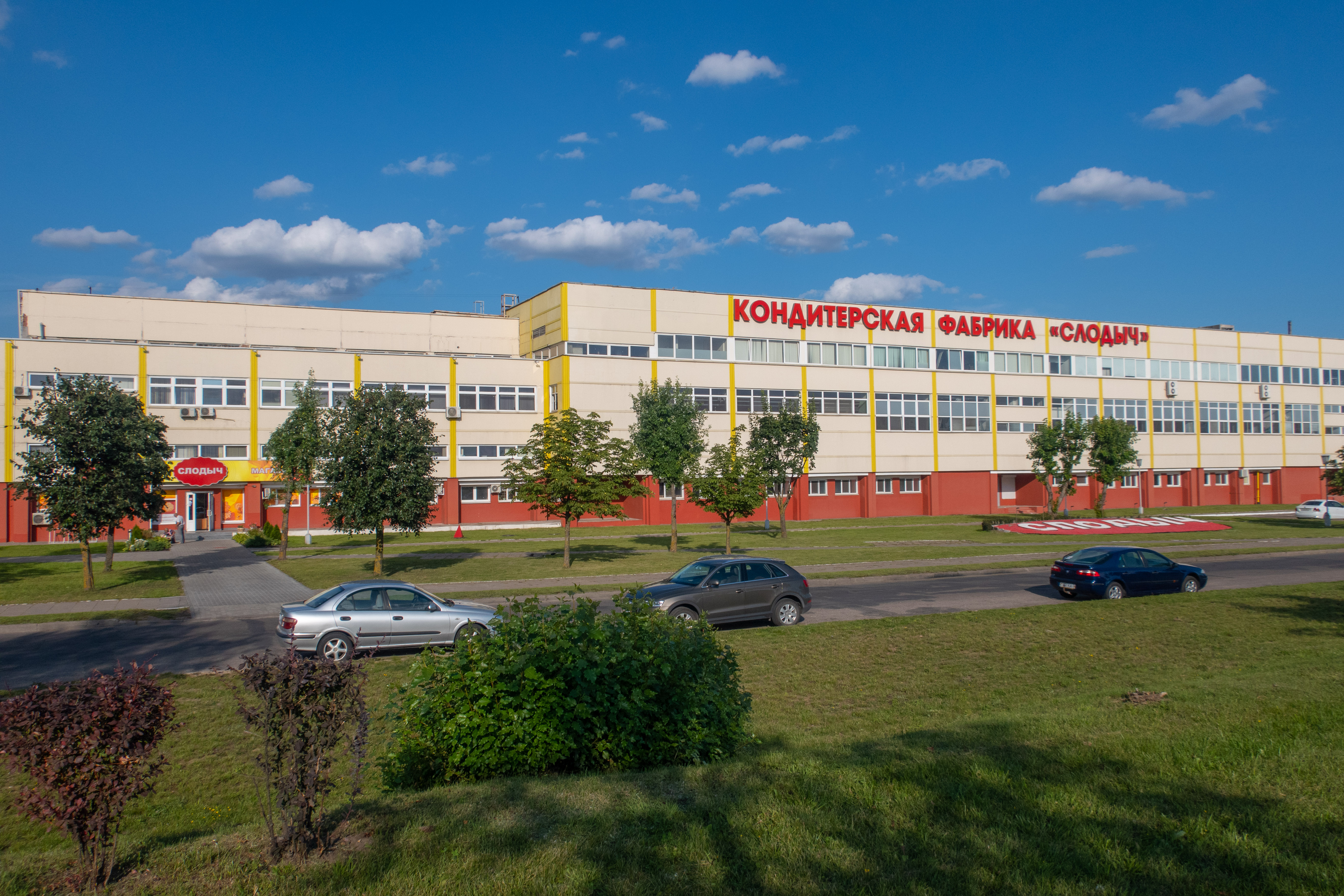
Кондитерская фабрика «Слодыч».

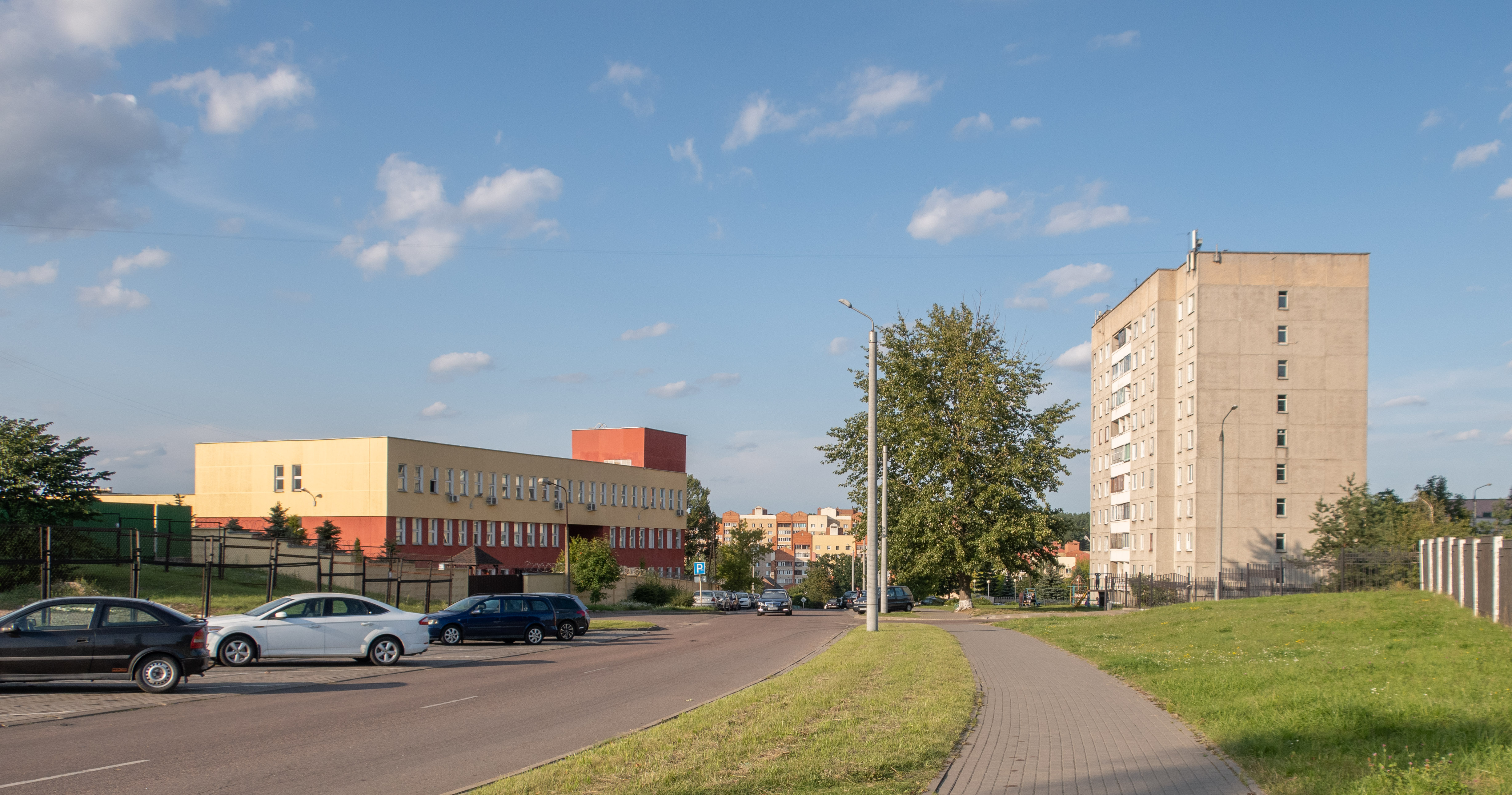
2-й переулок Дражненский.

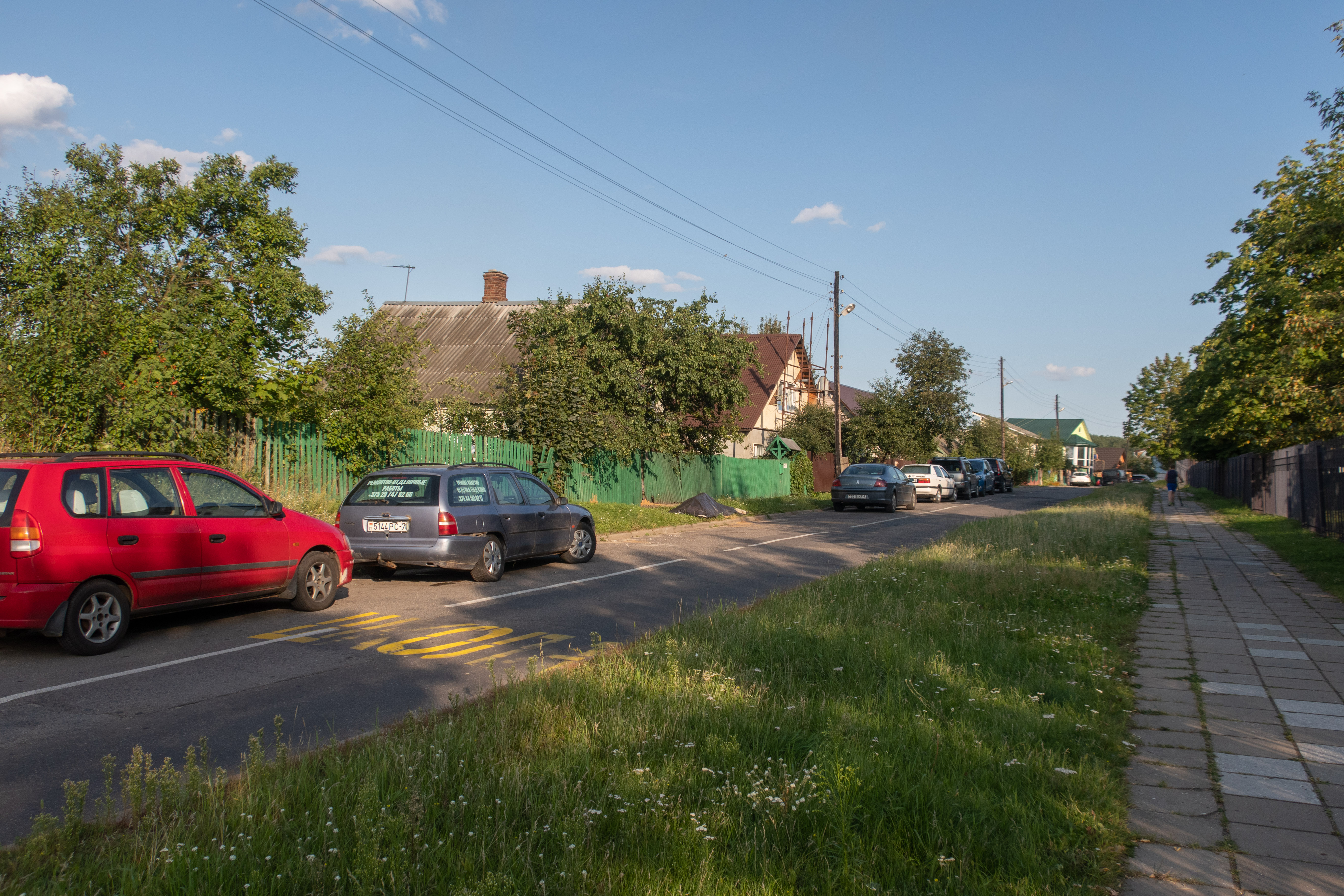
Улица Холмогорская.

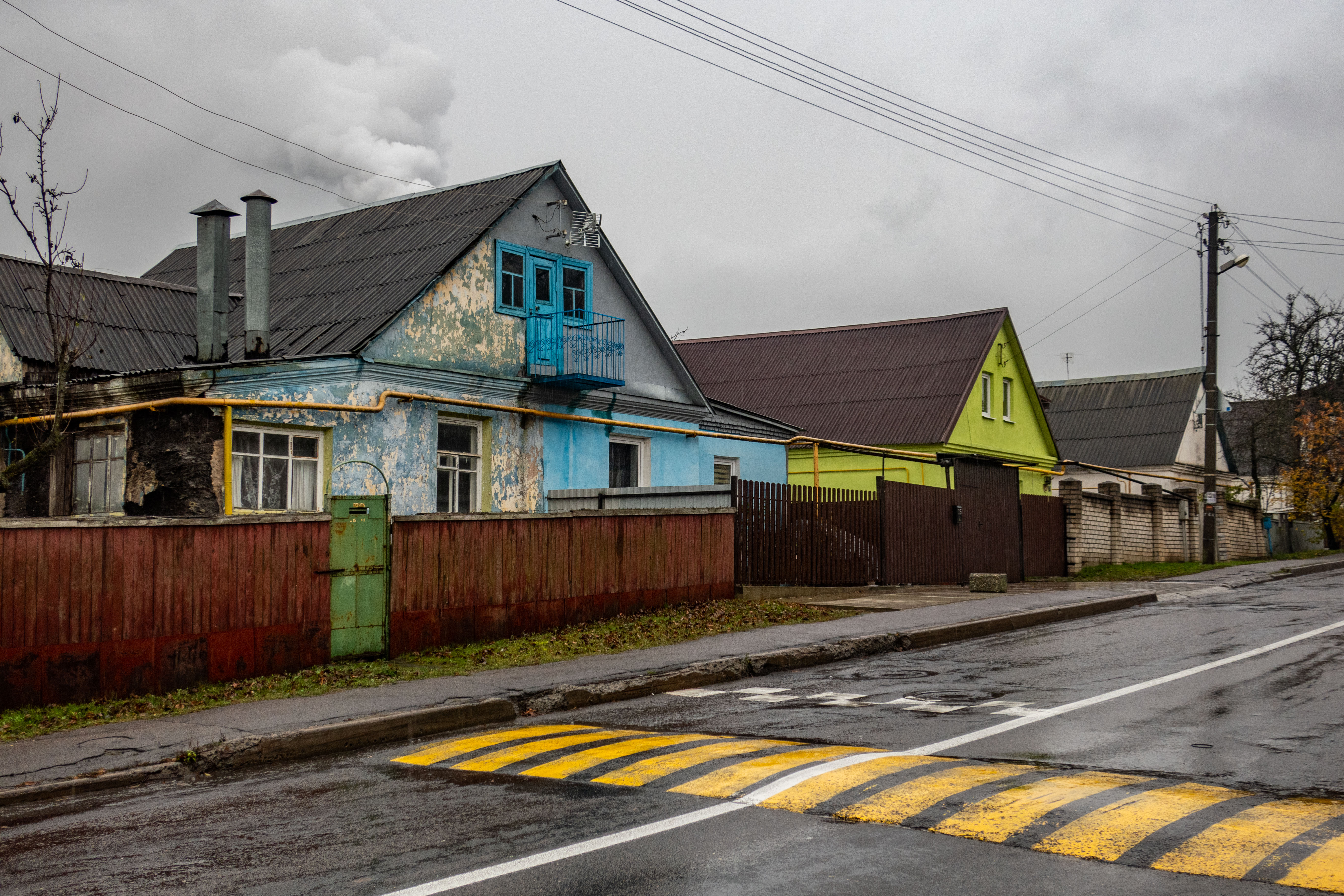
Улица Переходная.

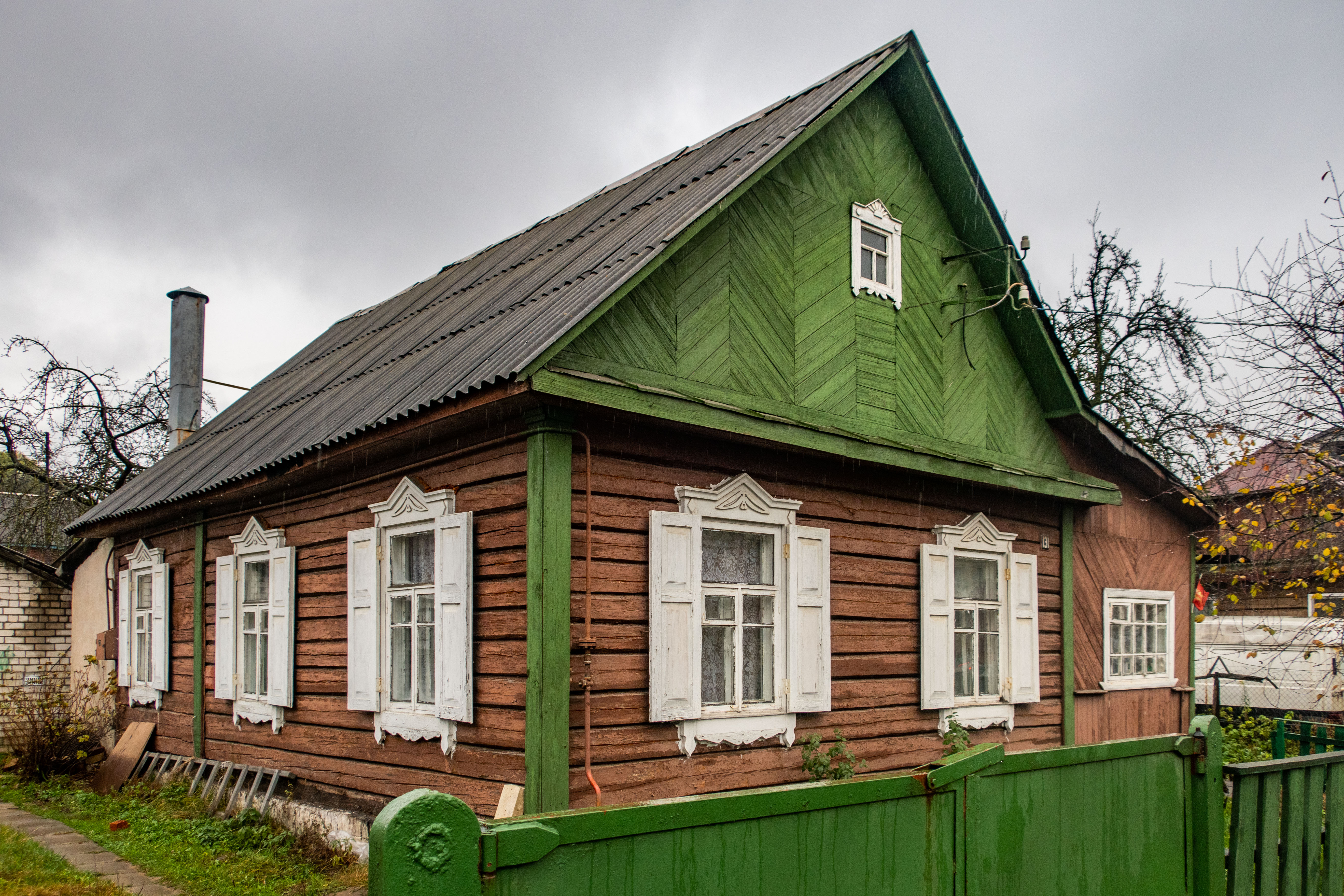
Улица Солтыса.

Дражня — историческое место города Минска и одноимённый микрорайон, расположенный в Партизанском административном районе столицы по периметру: улица Радиальная — южная граница Партизанского района г. Минска — переулок Болотникова — Геологический проезд и условная линия, соединяющая его с вышеназванным переулком, — железная дорога в северо-восточном направлении (на г. Борисов).
Дражня — один из самых зелёных и экологически чистых микрорайонов города Минска. Включает в себя ландшафтно-рекреационную зону «Дражня» с преимущественно сосновым лесным массивом площадью порядка 4 км². Вода в Дражню поставляется из артезианской скважины глубиной не менее 200 м, в результате чего воду можно пить непосредственно из крана без какой-либо обработки.

## Этимология названия
Название урочища, а позднее — деревни Дражня, по всей видимости, происходит от исконно белорусского слова «дзяражня», в свою очередь образованное от слов «драць», «дзерці». «Дзяражнямi» назывались места вала и разделки леса, где производились брёвна, опилки, древесная щепа, гонт и другие продукты строгания и обработки леса. О производственном характере этимологии топонима «дражня» свидетельствует также окончание «ня». См., например, «рудня», «смалярня». Позднее слово «дзяражня» могло претерпеть трансформацию в «деражное», «деражня», «дражно», «дражня».

## История
Дражня была включена в состав города Минска в 1959 году. В 1977 году в результате административной реорганизации города произошло переподчинение микрорайона из Заводского района в Партизанский. До этого на территории нынешнего минского микрорайона существовали: деревня Дражня, урочище Дражня Бобкевича и хутор Дражня. В 1934 году они были отнесены к минскому району (слепянский сельский совет).
Ноябрь 2010 года — начало строительства коллектора «Дражня» (общая длина — 3,2 км) для предотвращения последствий интенсивных осадков и таяния снега в микрорайоне Дражня и части Заводского района.

## Расположение
Расположен в восточной части Минска на территории Партизанского района, соседствует с микрорайонами Степянка, Слепянка и районом ул. Ангарская.

## Предприятия
- Заводы:
  - пивзавод «Крыніца»
  - игристых вин
  - хлебозавод
  - молочный № 1
  - «Белкоммунмаш»
- Кондитерская фабрика «Слодыч»
- ТЭЦ-3.

Массивы частной застройки — среди жилого многоэтажного сектора (многоквартирные дома, общежития).

## Транспортная система
- Конечная автобусов и троллейбусов «ДС Дражня»
- Автобусы:

1. 14 — ДС «Восточная» — Степянка
2. 20с — ДС «Ангарская 4» — ст.м. «Академия наук»
3. 27 — ДС «Ангарская 4» — Сосновый бор
4. 43 — ДС Дружная — Степянка
5. 43д — Степянка — ст.м. «Тракторный завод»
6. 43а — Степянка — ст.м. «Тракторный завод»
7. 59 — ДС «Чижовка» — Комаровский рынок
8. 76э — ДС «Ангарская 4» — ТД Ждановичи
9. 70 — АС «Автозаводская» — РК «Дражня»
10. 71 — Степянка — ст.м. Тракторный завод
11. 87с — ДС «Зеленый луг 6» — АС «Автозаводская»
12. 106 — ДС «Ангарская 4» — ст.м. «Тракторный завод»

- Троллейбусы:

1. 15 — ДС «Дражня» — ДС «Лошица»
2. 17 — ДС «Дражня» — ДС «Чижовка 6»
3. 33 — ДС «Дражня» — ДС «Одоевского»
4. 34 — ДС «Ангарская 4» — Зелёный луг 3
5. 35 — ДС «Серебрянка» — ДС «Славинского»
6. 41 — ДС «Уручье 2» — ДС «Малинина»
7. 42 — ДС «Уручье 4» — ДС «Дражня»
8. 56 — ДС Серебрянка — РК Дражня (по маршруту 56 автобуса)
9. 92 — ДС «Карастояновой» — ДС «Чижовка 6»

- Троллейбусный парк № 5 на улице Солтыса

## Интересные факты
Около 9 % территории Дражни занято крупными предприятиями пищевой промышленности: Кондитерская фабрика «Слодыч», производственные мощности пивоваренной компании «Крыніца», Минский завод игристых вин и Минский молочный завод № 1.
Дражня — в первой пятёрке районов столицы, имеющих наибольшую площадь лесных массивов, приходящихся на 1 тыс. человек; не менее 40 % территории Дражни — лес.
На территории Дражни находится один из одиннадцати крупнейших источников артезианской воды, поставляемой городу Минску. Четыре из них, включая дражненский, находятся на территории г. Минска и имеют минимальные потери качества воды при доставке её потребителю. Вода в Дражне забирается из вендского и рифейского терригенных комплексов, глубина залегания которых в столице Беларуси составляет от 160 м до 320 м.
До 1976 года улица Солтыса имела название Ключевая. К 2016-му году следы улицы Ключевой потерялись вместе с появлением двух новых домов 70 и 72 по ул. Солтыса.
Улица Солтыса на участке от улицы Ваупшасова и вплоть до её окончания, упирающегося в лесной массив, имеет коварную нумерацию домов: по правой стороне следуют как чётные, так и нечётные номера.
В Дражне находится единственное в столице «верховое» болото площадью 0.01 км², которое, согласно отчёту Минскводоканала является «ценным объектом для сохранения биологического и ландшафтного разнообразия городской территории».
В 1959 году, когда Дражня вошла в состав Минска, население города составляло 509,5 тыс. человек.
Самая высокая точка Дражни находится в северной части Дражненского леса и составляет 235 м. Самая низкая точка района находится в начале улицы Солтыса и имеет подъём порядка 190 м над уровнем моря.